# Ракербі (Каліфорнія)
Ракербі (англ. Rackerby) — переписна місцевість (CDP) в США, в округах Юба і Б'ютт штату Каліфорнія. Населення — 210 осіб (2020).

## Географія
Ракербі розташоване за координатами 39°25′34″ пн. ш. 121°21′15″ зх. д. / 39.42611° пн. ш. 121.35417° зх. д. (39.426114, -121.354190).  За даними Бюро перепису населення США в 2010 році переписна місцевість мала площу 7,65 км², уся площа — суходіл.

## Демографія
Згідно з переписом 2010 року, у переписній місцевості мешкали 204 особи в 86 домогосподарствах у складі 61 родини. Густота населення становила 27 осіб/км².  Було 106 помешкань (14/км²).
Расовий склад населення:
| - 94,6 % — білих - 0,5 % — корінних американців - 1,5 % — осіб інших рас |

До двох чи більше рас належало 3,4 %. Частка іспаномовних становила 8,8 % від усіх жителів.
За віковим діапазоном населення розподілялося таким чином: 19,1 % — особи молодші 18 років, 62,8 % — особи у віці 18—64 років, 18,1 % — особи у віці 65 років та старші. Медіана віку мешканця становила 47,3 року. На 100 осіб жіночої статі у переписній місцевості припадало 100,0 чоловіків;  на 100 жінок у віці від 18 років та старших — 106,2 чоловіків також старших 18 років.
Цивільне працевлаштоване населення становило 36 осіб. Основні галузі зайнятості: роздрібна торгівля — 33,3 %, освіта, охорона здоров'я та соціальна допомога — 27,8 %, виробництво — 13,9 %, транспорт — 11,1 %.